# Кратовско благотворително братство
Кратовското благотворително братство „Йосиф Даскалов“ е патриотична и благотворителна обществена организация на македонски българи от региона на Кратово, съществувала в българската столица София от края на XIX век.

## История
Дружеството е основано през 1898 година в София. Има собствен кръгъл печат.
През Балканската война доброволци от братството се включват във Втора скопска дружина на Македоно-одринското опълчение.
На Учредителния събор на македонските бежански братства от 28 ноември 1918 година до 1 януари 1919 година като делегати от братството участват генерал Симеон Добревски и Павел Шатев. Делегат от Кратовското братство на Обединителния конгрес на СМЕО и МФРО от януари 1923 година е Славчо Абазов.
На 17 януари 1926 година е избрано настоятелство на братството в състав Стефан Бидиков (председател), Димитър Антонов (подпредседател), Страхил Коцев (секретар касиер), съветници са Ал. Гърчев и Стойчо Иванов. В контролната комисия влизат Страхил Топуков, Александър Анастасов и Викенти Абазов. На 18 януари на извънредно събрание е приет новият устав на братството. То има знаме от червен атлас, от едната страна е изобразено Кратовското дефиле, а от другата със златни букви е извезано „Кратовско благотворително братство“. Патронният празник е денят на „Свети Георги Кратовски“. През 1926 година се създава Кратовско женско благотворително дружество, като подема инициатива за събиране на архивни материали, снимки и документи за написване на история на Кратово и околията. Междувременно по тяхна инициатива в Царибродския квартал на София улица е именувана „Кратово“. През 1936 година настоятелството на братството се съставя от Станимир Топуков, Стефан Бидиков, Викенти Даскалов, Златко Николов, Васил Ангелов, Викенти Абазов, Тодор Иванов, Владимир Фудулов, Димитър Антонов и Никола Янков. На 3 май 1938 година е избрано ново настоятелство в състав Станимир Топуков (председател), Стефан Бидиков (подпредседател), Викенти Даскалов (секретар), Златко Николов (касиер), Васил Ангелов и Викенти Абазов са членове. В контролната комисия влизат Владимир Фудулов (председател), Димитър Антонов и Никола Янков (членове).
В 1941 година Станимир Топуков е председател на братството, а негов заместник е Стефан Бидиков.